# Municipio de Ciudad del Maíz
El municipio de Ciudad del Maíz es uno de los 59 municipios que constituyen el estado mexicano de San Luis Potosí. Se encuentra localizado al noreste del estado y aproximadamente a 145 km de la ciudad de San Luis Potosí. Cuenta con una extensión territorial de 3114.1 km². Según el II Conteo de Población y Vivienda de 2005, el municipio tiene 29 855 habitantes, de los cuales 14 658 son hombres y 15 197 son mujeres. Fue fundado en 1617 por Fray Juan Bautista de Mollinedo. Anteriormente, los pobladores nativos de origen pame le dieron el nombre de M'Pu 'N'Tjua, que quiere decir ‘Valle del Maíz’.

## Descripción geográfica

### Ubicación
Ciudad del Maíz se localiza al noroeste del estado entre las coordenadas geográficas 22° 24′ y 22° 07′ de latitud norte, y 99° 36′ y 100° 06′ de longitud oeste; a una altitud promedio de 1250 m s. n. m. (metros sobre el nivel del mar).
El municipio colinda al norte con Tamaulipas; al este con El Naranjo; al sur con el municipio de Alaquines; y al oeste con el municipio de Rioverde, el municipio de Villa Juárez, el municipio de Cerritos y el municipio de Guadalcázar.

### Orografía e hidrografía
El territorio del municipio es montañoso, sus principales elevaciones son: el cerro Artesa, la sierra de Palomas, el cerro Salinas, la sierra Baltasar y el cerro Gavilán. Al centro del municipio se levantan las sierras: El Algodón, El Peñasco, Baltasar, La Cruz, El Flechado y El Gavilán. Sus suelos se formaron en la era Mesozoica, su uso principalmente es ganadero, forestal y agrícola. El municipio pertenece a la región hidrológica El Salado. Sus recursos hidrológicos son proporcionados por los ríos: Hondo, El Salto, Rayo del Puerto, Rincón y El Sotolar. Además cuenta con arroyos de afluente temporal; así como algunos manantiales.

### Clima
El clima del municipio es semicálido con lluvias en verano al oeste del municipio; y semicálido, semiseco y subhúmedo al centro; no posee cambio térmico invernal bien definido. La temperatura media anual es de 19.9  °C, con máxima de 27.6 °C, y mínima de 1 °C. El régimen de lluvias se registra entre los meses de mayo y agosto, contando con una precipitación media de 634.5 mm.

## Localidades
Según el censo de 2010, la población del municipio se distribuía entre 102 localidades, de las cuales solo 10 eran núcleos urbanos de más de 500 habitantes. 

Las localidades con mayor número de habitantes y su evolución poblacional son:
| Localidad                                    | Población 2010 | Población 2020 |
| Total Municipio                              | 31 323         | 30 320         |
| Ciudad del Maíz                              | 10 393         | 10 943         |
| Colonia Agrícola Magdaleno Cedillo           | 1097           | 1134           |
| Colonia Álvaro Obregón                       | 1221           | 1024           |
| Colonia Lagunillas                           | 692            | 606            |
| Colonia la Libertad                          | 663            | 614            |
| Colonia la Morita                            | 497            | 535            |
| Nuevo Centro de Población Ganadero Papagayos | 468            | 504            |
| Palomas                                      | 2676           | 2609           |
| San Rafael Matriz                            | 542            | 635            |
| Tanque de los Ángeles (El Venadito)          | 828            | 690            |
| Zamachihue                                   | 1408           | 1376           |
| la calzada de san rafael                     | 576            | 591            |

## Cultura

### Gastronomía
El guisado principal de este municipio es el guiso borracho, hecho a base de pulque, diversos tipos de carne, verduras, cocido todo esto en el pulque. Las gorditas, que es una tortilla de maíz mediana rellena con diferentes guisos. Así como los nopales, calabazas, chochas, tunitas y requesón.
Las enchiladas potosinas que son originarias de todo el estado de San Luis Potosí pero en Cd del Maíz son peculiarmente distintas (tortillas extendidas revueltas con chiles rojos, rellenas de papas con zanahoria y chorizo, tomate, cebolla, lechuga, queso y salsa). Tamales de hoja de maíz, rellenos de carnitas de puerco, pollo, frijolitos, y queso de cabra, son tradicionales en Nochebuena y año nuevo, en sus rancherías, el cabrito al pastor, y la barbacoa de res y cabra, con tortillitas de maíz hechas a mano,

### Monumentos y lugares de interés
Destacan el Templo de la Purísima Concepción. Una joya de la arquitectura colonial con más de 300 años de vida, su cúpula obra del estilo barroco tardío todo un emblema de la ciudad. El templo atesora varias reliquias:;a imagen de la Purísima Concepción, los ojos del General Miguel Barragán hijo predilecto del pueblo ya que fungió como Presidente Interino de la República Mexicana.
La plaza de Armas, cuyo quiosco es uno de los primeros que se importó de Europa a México es una estructura hierro de fundición muy afrancesado, aquí hay un busto que pertenece al Generalísimo de las Américas, el Cura Miguel Hidalgo y Costilla, padre de la Independencia de México; y una estatua que rinde tributo al General Miguel Barragán.
El edificio del Ayuntamiento, obra de la arquitectura local, antigua casa de los Barragán, posteriores son los arcos de principios del siglo XX de la parte frontal. El templo de la Iglesia Presbiteriana, uno de los primeros templos no católicos del país con más de 100 años de vida, destaca por su simpleza. Las capillas de El Pueblo y La Villa de San José, ambos barrios que conforman la mancha urbana del Gran Maíz.
Lugares de interés para ir a vacacionar o a pasear son el río de Rancho Nuevo, aunque solo se forma en tiempos de lluvia, pues en los demás días, que son de sequía, permanece seco; el río Gallinas, que también únicamente tiene agua en tiempo lluvioso, pero que se puede localizar más marcadamente en el barrio del Orégano y en el barrio del pueblo, de la cabecera municipal; así como distintas lagunas y pequeñas presas en distintas comunidades de Cd. del Maíz.

### Folclore y costumbres
- El Domingo de Resurrección el pueblo se congrega en el primer cuadro de la ciudad para la quema de Judas (juegos pirotécnicos en forma de personas). La quema de estos recuerda el arrepentimiento de Judas por no haber creído en el Mesías.

### Fiestas
Fiestas civiles
- Aniversario de la fundación del municipio: 15 de julio.
- Aniversario de la Independencia de México: 16 de septiembre.
- Aniversario de la Revolución mexicana: 20 de noviembre.

Fiestas religiosas
- Semana Santa: jueves y viernes Santos.
- Día de la Santa Cruz: 3 de mayo.
- Fiesta en honor de la Virgen de Guadalupe: 12 de diciembre.
- Día de Muertos: 2 de noviembre.
- Fiesta patronal a la Purísima Concepción: 8 de diciembre.
- Celebración a San Judas Tadeo: 28 de octubre.
- Celebración de la Virgen de la Asunción (en el barrio del pueblo): 15 de agosto.
- Celebración de San José: 19 de marzo (Barrio La Villa de San José)

## Gobierno
Su forma de gobierno es democrática (dependiente del gobierno estatal y federal). Se realizan elecciones cada 3 años, en cuya época se elige al presidente municipal y a su gabinete. La actual presidente es la ciudadana Rosa Angélica Martínez Linares "La Güera de Papagayos", militante del Partido Verde Ecologista de México.
El municipio cuenta con 102 localidades, las cuales dependen directamente de la cabecera del municipio, las más importantes son: Ciudad del Maíz (cabecera municipal), Ej. Palomas, Col. La Libertad, Col. La Morita, Col. Magdaleno Cedillo, Agua Nueva del Norte, Agua Zarca, Colonia Álvaro Obregón, Aquiles Serdán, Los Ávalos, N.C.P.G.Papagayos, Buenavista del Olivo, Buenavista, La Calzada de San Rafael, El Capulín, Carrizal Grande, Celestría, El Custodio, Los Charcos del Poniente, Colonia Carlos Diez Gutiérrez, y el ranchito Santiago Ortiz en honor al Cap, del mismo nombre situado entre Col, La Morita y Estación Las Tablas.

### Colonia Diez Gutiérrez y los Italianos
La colonia Diez Gutiérrez fue creada por colonos italianos originarios de Trento. Luego de muchas dificultades esta colonia agrícola fue desapareciendo y la mayoría de los italianos se mudó a otros lugares de la inmigración italiana en México.
Actualmente viven en la Colonia 120 descendientes de estos emigrantes trentinos y los apellidos que subsisten son: Zanella, Ferrioli, Chessani, Zeni, Lorenzini, Osti y Constantini.
En el 2010, quedan solo un millar de descendientes de estos italianos en toda el área de la Ciudad del Maíz.
Actualmente, en la colonia Carlos Diez Gutiérrez, existen pocas familias viviendo en el lugar una de ellas es la familia de Guadalupe Zanella Maldonado e hijos y nietos ella es hija del señor Antonio Zanella Chessani un señor muy conocido su hija al igual que el conocen la mayor parte del rancho.
La Italiana, un lugar muy agradable y recomendado para pasar unas vacaciones inolvidables, ya que es un lugar muy tranquilo y totalmente natural.

## Personajes ilustres
- (1789-1836): Miguel Barragán, presidente interino de la república.
- (1838-1898): Carlos Diez Gutiérrez, gobernador.
- (1884-1979): Nereo Rodríguez Barragán,  historiador, boticario y catedrático.
- (1890-1938): Saturnino Cedillo Martínez, gobernador del estado, secretario de agricultura, y revolucionario.
- (1930-1997): Noé Murayama, actor.